# Síkkifekvés
A síkkifekvés az ipari gyártásban előállított, hengerelt fémlemezek egyfajta tulajdonsága, amely azt írja le, hogy a lemez egy tökéletesen sima felületre milyen mértékben fekszik fel. A síkkifekvés alapvetően a lemez hullámosságától és mechanikai feszültségétől függ, minél hullámosabb például egy acéllemez, annál kevésbé képes megfelelni a síkkifekvés követelményének. A hullámosság mértékét ipari szabványok rögzítik, az 1970-es években Magyarországon a megtűrt hullámosság kritériumának az a fémlemez felelt meg, amelynek hullámossága 1 méter távolságon nem haladta meg a 2 millimétert.